# بيرو دو ليجاند

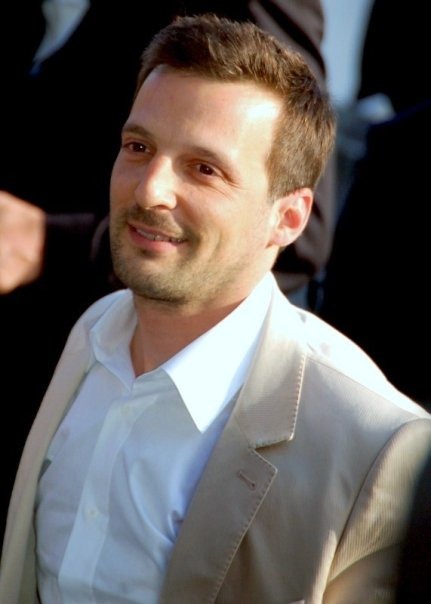
ماتيو كازافيتش بطل المسلسل بدور غيوم

مكتب الاساطير أو مكتب التحقيقات أو بيرو دي ليجاند (بالفرنسية: Le Bureau des légendes)‏ هو مسلسل فرنسي من إخراج الفرنسي إريك روشان. بث اعتباراً من 27 أبريل 2015 على قناة بلس الفرنسية.

## تفاصيل
يقع المسلسل في ثلاثة مواسم حتى عام 2017 كل جزء عشر حلقات وصدر الموسم الرابع في عام 2018.

## القصة

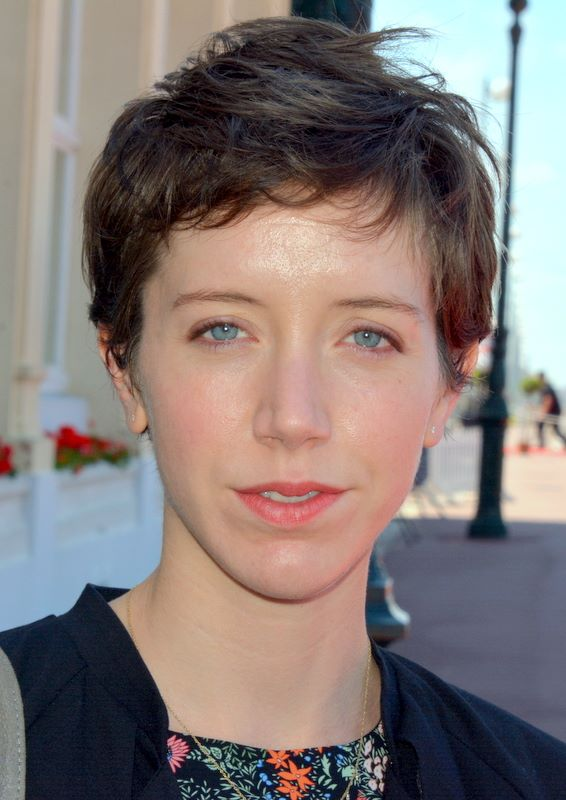
سارة جيرودو من أبطال الفيلم

تجري الأحداث في مبنى المخابرات الخارجية الفرنسية أو في المديرية العامة للأمن الخارجي (DGSE)، حيث هناك مديرية تُدعى إدارة مكتب الأساطير (BDL) وحيث يوجد ويؤهل العملاء الأكثر أهمية في أجهزة الاستخبارات الخارجية الفرنسية، وينغرسون في البلدان الأجنبية، مهمتهم هي تحديد الأشخاص الذين يمكن تجنيدهم كمصادر الاستخبارات. تعمل في الظل «، كما أسطورة»، وهذا يعني في هوية ملفقة من الصفر، ويعيشون لسنوات عديدة في غطاء دائم.
غيوم يعود من مهمة سرية مدتها ست سنوات في سوريا، ولكن خلافا لقواعد السلامة، لا يبدو أنه قد تخلى عن أسطورته والهوية التي بموجبها كان يعيش في دمشق.
نرى في هذا المسلسل تشابك عمل أجهزة المخابرات العالمية، وأذرع بشار الأسد في فرنسا وكذلك المخابرات الروسية والأمريكية والجزائرية.

## التصوير

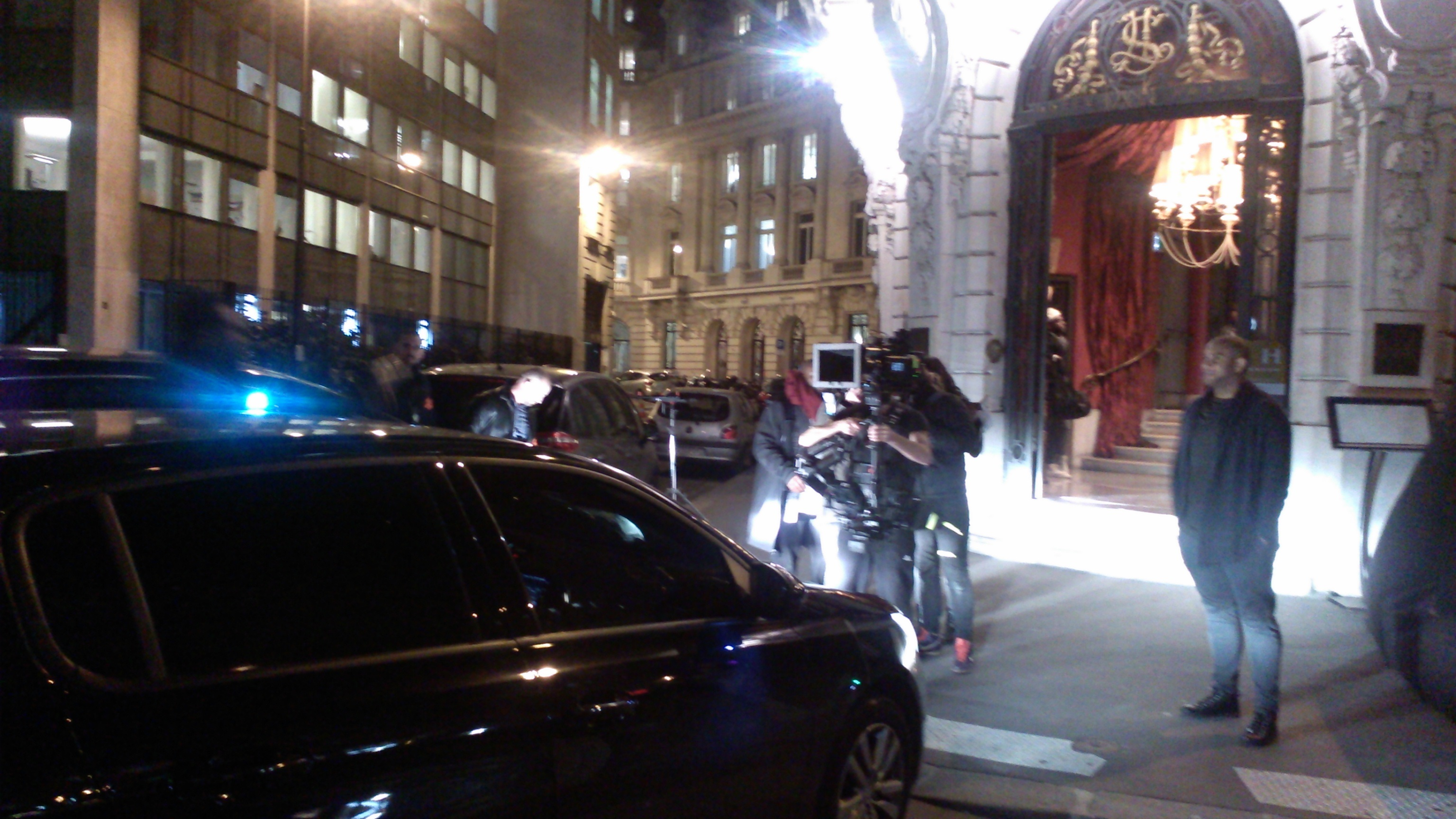
تصوير المسلسل أمام كاليري لافييت

صور الموسم الأول في باريس وقرب مبنى المخابرات الخارجية الفرنسية أو في المديرية العامة للأمن الخارجي كما صورت المواسم الثلاثة وأربعة في المبنى التاريخي للمدرسة العسكرية في باريس قرب برج ايفل.
صور فسم كبير في الموسم الثاني في المغرب ولا سيما المقاطع التي تتحدث عن عما رجال المخابرات الفرنسية في أرض الميدن وخصوصاً في طهران.

## الممثلون

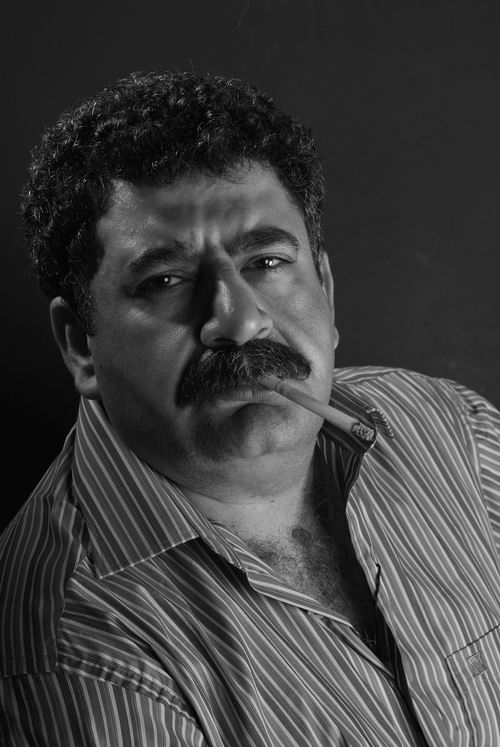
فارس الحلو في دور رجل قريب من النظام السوري

- ماتيو كازافيتش بطل المسلسل وهو رجل المخابرات المتخفي في دمشق كأستاذ للغة الفرنسية تحت اسم «بول لوفيفر»، ووقع في حب سيدة سورية متزوجة من رجل قريب من النطام السوري.
- فارس الحلو دور رجل أعمال يرعى مصالح النظام السوري في باريس.
- سارة جيرودو دور طالبة الدكتوراه في الجيولوجيا التي أرسلتها المخابرات الفرنسية إلى إيران للتجسس على البرنامج النووي الإيراني.
- زياد بكري أخذ دور «نديم» دور عنصر المخابرات السورية.
- زينب تريكي: أخذت دور «ناديا المنصور» وهي سيدة سورية قريبة من النظام السوري...

## روابط خارجية
- بيرو دو ليجاند على موقع IMDb (الإنجليزية)
- بيرو دو ليجاند على موقع روتن توميتوز (الإنجليزية)
- بيرو دو ليجاند على موقع كينوبويسك (الروسية)
- بيرو دو ليجاند على موقع ألو سيني (الفرنسية)
- بيرو دو ليجاند على موقع قاعدة بيانات الفيلم (الإنجليزية)
- ""هكذا يرانا الفرنسيون في «مكتب أساطير» المخابرات والشرقيات محظيات وموضوعات للمتعة"، ندى حطيط، صجيفة القدس العربي - لندن، 2016 http://www.alquds.co.uk/?p=609628.